# Josef Rikus

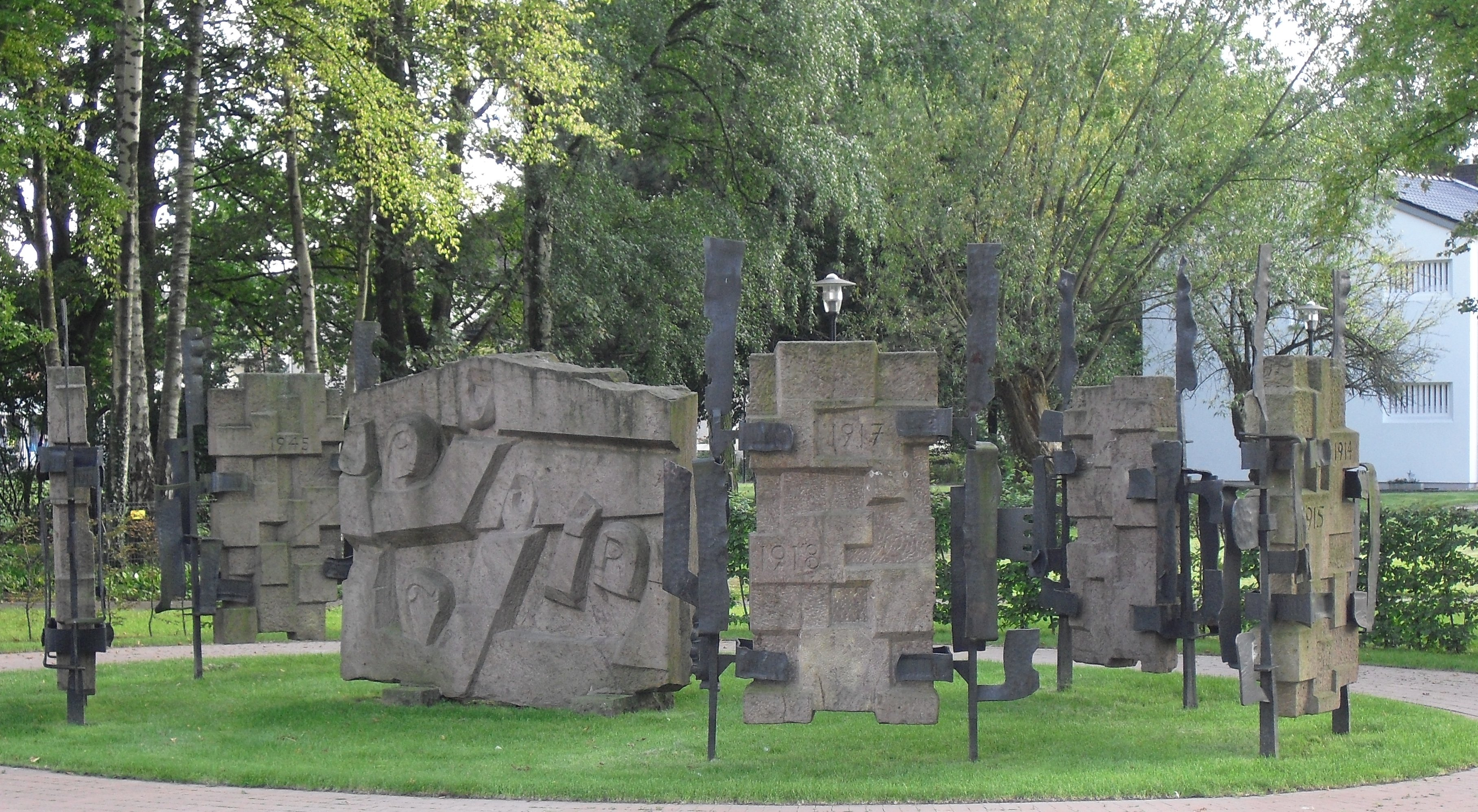
Mahnmal in Hövelhof, ein Werk von Josef Rikus

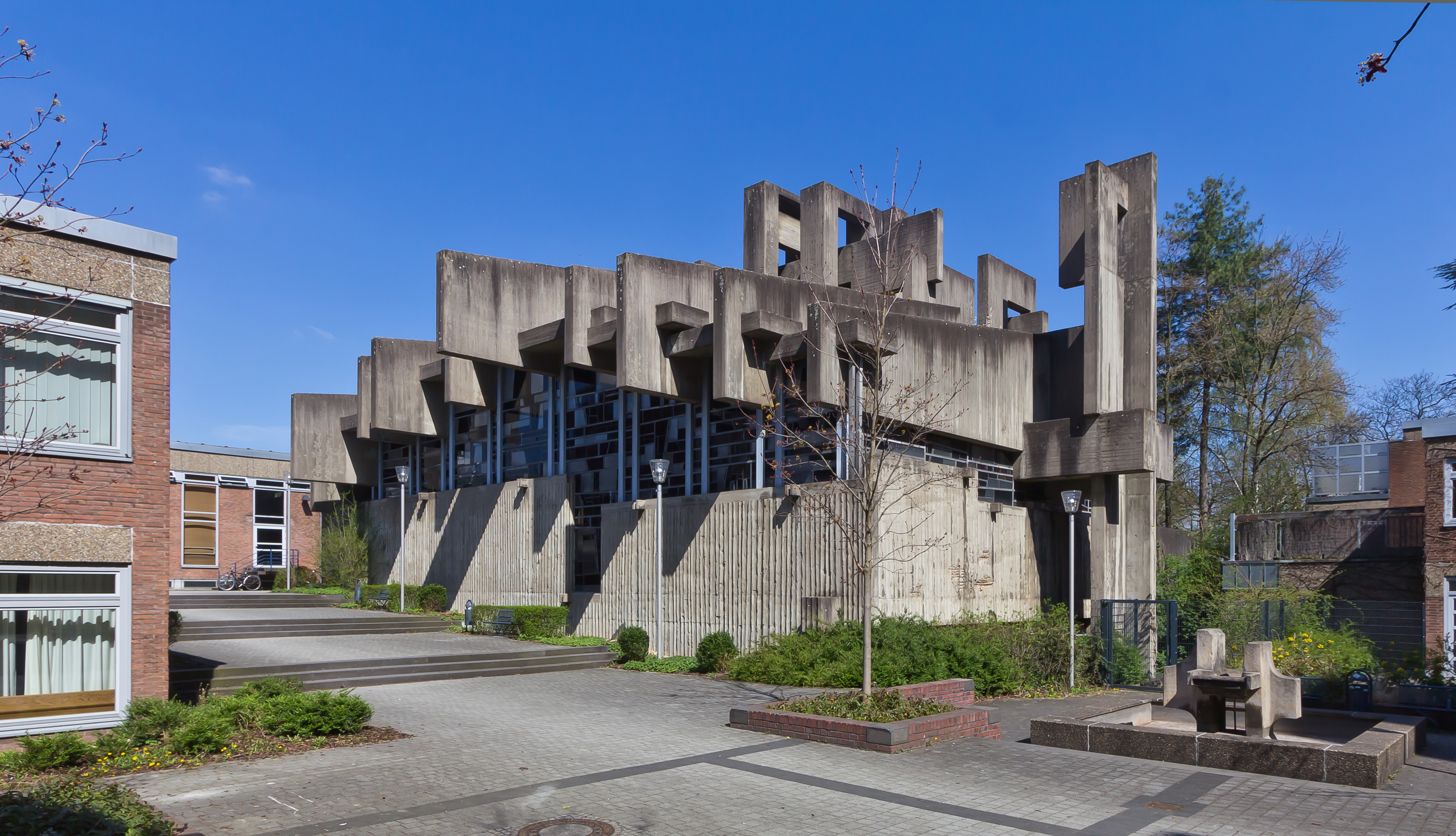
Kirche Johannes XXIII. in Köln

Josef Rikus (*  28. Februar 1923 in Paderborn; † 25. November 1989 ebenda) war ein deutscher Bildhauer.

## Leben
Am Gymnasium Theodorianum in Paderborn legte er im Jahr 1942 sein Abitur ab. Er studierte einige Semester Philosophie, nachdem er aufgrund einer schweren Verwundung als Soldat in Russland vorzeitig entlassen worden war. Erinnerungen an Not und Entbehrung, aber auch Todesangst aus eigenem Erleben aus Kriegs- und Nachkriegszeit bildeten seinen künstlerischen Impetus.

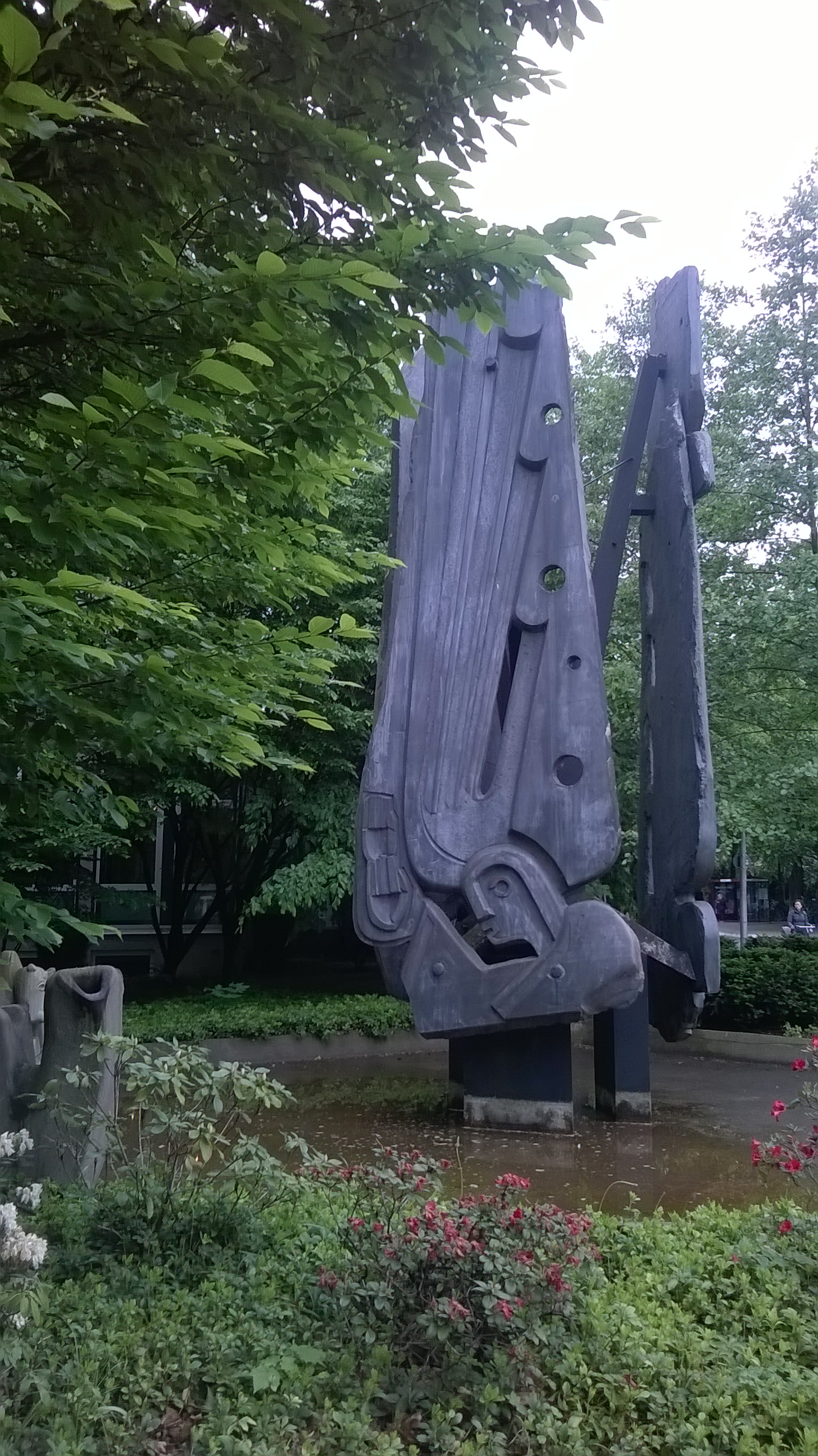
Skulptur 1958 – Stürzende Engel – vor dem Amtsgericht Münster/Westf.

Bereits während der Schulzeit hatte er bildhauerisch zu arbeiten begonnen. Dies setzte er mit einer handwerklichen Ausbildung bei einem Steinmetz fort. 1946/47 war er beim Bildhauer Eugen Senge-Platten in Siedlinghausen im Sauerland tätig. Von 1947 bis 1953 setzte er seine Ausbildung bei Karl Knappe in München fort.
1959 erhielt er den Kulturpreis der Stadt Paderborn.
Eine Ausstellung im November/Dezember 1987 in der Sparkasse in Lage gab Einblick in sein künstlerisches Schaffen. Allein in Lippe hat Rikus mehr als vierzig Skulpturen und Plastiken aus Beton, Metall oder Stein hinterlassen, darunter vor allem religiöse Kunstwerke an Kirchen, Friedhöfen und Gedenkstätten, aber auch Skulpturen für Schulen, Freiplastiken für Firmen und Entwürfe für Brunnen.

## Werke
- 1958: Zwei Betonreliefs an der Liebfrauenkirche in Bad Salzuflen; dort auch Tabernakel, Altar, Ambo, Taufstein
- 1958: Schieferskulptur  – Stürzende Engel –  aus drei dominanten Elementen, vor dem Amtsgericht Münster im November 1958
- 1962: Steinskulptur – zwei Kinder – an der Schule (Altenbeken-Buke)

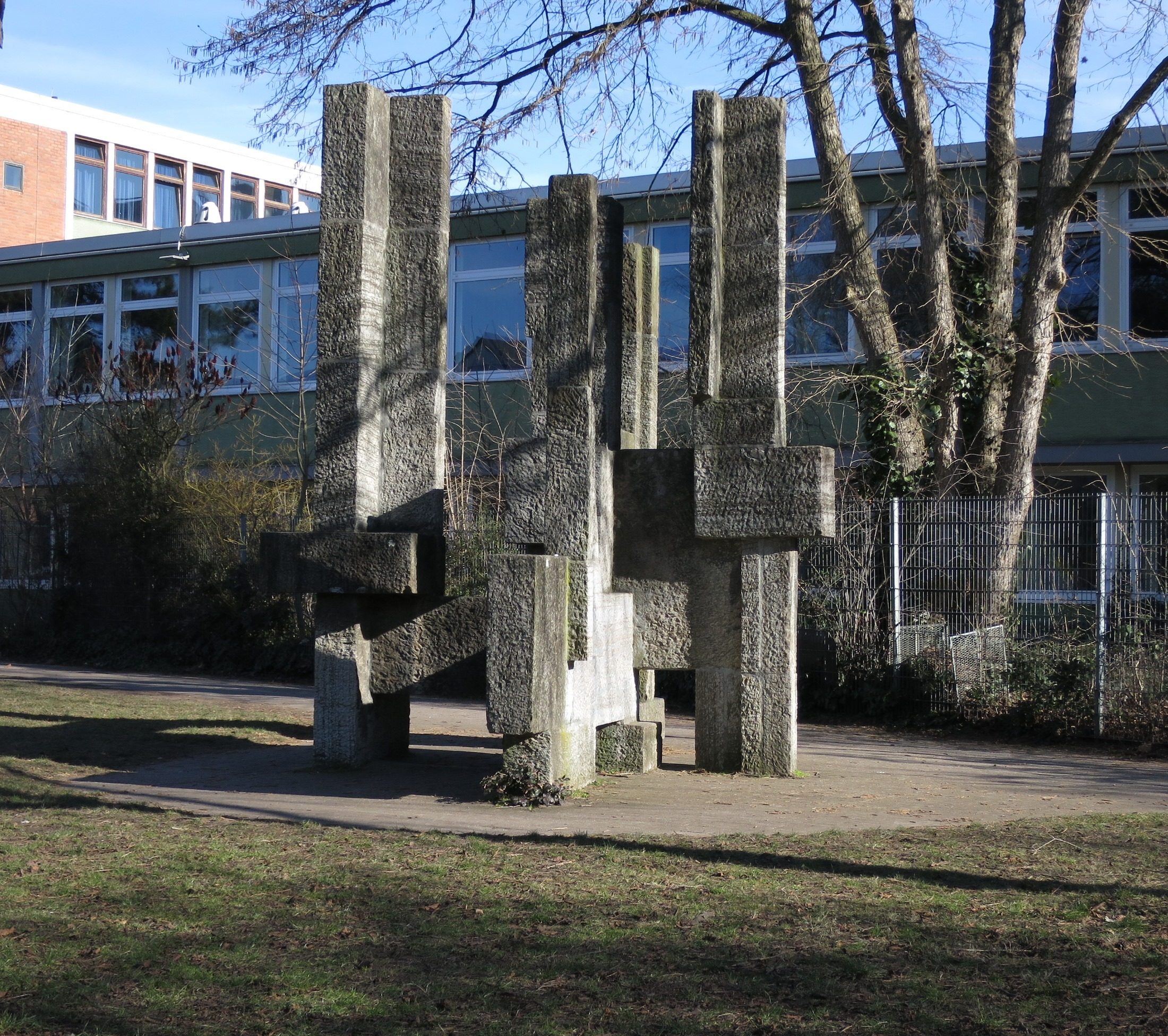
Elisabeth-von-Thüringen-Gymnasium, Köln-Sülz, 1963

- Elisabeth-von-Thüringen-Gymnasium, Köln-Sülz, 1963 1963 Stele vor dem Elisabeth-von-Thüringen-Gymnasium, Köln-Sülz
- 1963/64: Gestaltung des Soldatenfriedhofs Stukenbrock auf dem Gelände des ehemaligen Stammlagers VI K (326)
- 1965: Franz-Stock-Denkmal in Arnsberg-Neheim
- 1965: Bronzetüren in der Kirche St. Johannes Enthauptung (Salzkotten) (dort auch Tabernakel und Altar)
- 1965: St. Kilian Paderborn-Südstadt: Ambo, Altar, Tabernakel und das Kreuz über dem Altar
- 1966: Mahnmal in Hövelhof
- 1966: Bronzeplastik Weltenrichter im kirchenfoyer der Auferstehungskirche (Bad Salzuflen)
- 1966: Stelengruppe an der Peter-Weiss-Gesamtschule, Unna[2]
- 1966: Freiplastik für den Neubau der Realschule (heute Sekundarschule) in Horn-Bad Meinberg[3]
- 1968: Zusammen mit Architekt Heinz Buchmann und Wilhelm Nyssen die Kirche der katholischen Hochschulgemeinde der Universität zu Köln, der Kirche Johannes XXIII.[4]
- 1969: Fassade der Westfälischen Kammerspiele, 2010 demontiert und eingelagert.[5]
- 1970: Ehrenmal in Grevenhagen[6]
- 1972: abstrakte Chromplastik auf dem Hof der Hauptschule, heute Gesamtschule (Altenbeken)
- 1973/74: Ratsbrunnen in Soest
- 1974: liturgische Ausstattung in St. Stephanus, Paderborn
- 1977/79: Neptunbrunnen auf dem Paderborner Marktplatz
- 1978: Gedenkstätte für die Opfer des Nationalsozialismus auf dem Soldatenfriedhof Böddeken
- 1978: Schäferbrunnen in Bad Lippspringe
- 1986: Steinskulptur St. Joseph auf dem Vorplatz der katholischen Kirche St. Joseph in Dortmund-Berghofen
- 1986:Bronze Martinsdenkmal in Bad Lippspringe

## Schriften
- Josef Rikus: Skulpturen. Schöningh, 1973
- Hans-Ulrich Hillermann: Der Bildhauer Josef Rikus und sein Werk. Michael Imhof Verlag, Paderborn 2023, ISBN 978-3-7319-1243-9